# أرييل موجان
أرييل موجان (بالإنجليزية: Ariel Maughan)‏ مواليد 26 أبريل 1923 في سالت ليك - الوفاة 4 أغسطس 1997، كان لاعب كرة سلة أمريكي. بدأ مسيرته الاحترافية في سنة 1946. اعتزل اللعب في 1951. لعب مع يترويت فالكونز وواشنطن كابيتولز في الرابطة الوطنية لكرة السلة. درس في جامعة ولاية يوتا.

## روابط خارجية
- أرييل موجان على موقع إن بي أي (الإنجليزية)
- أرييل موجان على موقع سبورتس رفرنس (الإنجليزية)
- أرييل موجان على موقع ريلجم (الإنجليزية)
- أرييل موجان على موقع بروبوليرز (الإنجليزية)